# Hendrik Anthony van Doorn
Jhr. Hendrik Anthony van Doorn, heer van Koudekerke (Koudekerke, 1 juli 1872 – aldaar, 7 april 1948) was een Nederlands burgemeester.

## Biografie
Van Doorn was een lid van de familie Van Doorn en een zoon van belastingontvanger jhr. Johan Adriaan Hendrik Cornelis van Doorn, heer van Koudekerke (1823-1895) en Digna Henriëtte Hurgronje (1830-1914), lid van de familie Hurgronje. Hij trouwde in 1902 met Wilhelmina van Lookeren Campagne (1877-1966), lid van de familie Van Lookeren Campagne, uit welk huwelijk twee kinderen werden geboren, onder wie burgemeester jhr. mr. Dirk van Doorn, heer van Koudekerke (1909-1992). Zijn broer jhr. mr. Anthonij Adriaan van Doorn, heer van Koudekerke (1854-1935) was ook burgemeester.
Van Doorn werd in 1901 burgemeester van Veere hetgeen hij bleef tot 1919. Hij beëindigde zijn ambtelijke loopbaan als burgemeester van Oost- en West-Souburg (1925-1937).
Van Doorn was Ridder in de Orde van Oranje-Nassau.